# Lil Wayne
Dwayne Michael Carter, Jr., lépe známý pod pseudonymem Lil' Wayne (* 27. září 1982 New Orleans, Louisiana) je americký rapper, zpěvák a zakladatel labelu Young Money Entertainment. V devíti letech se upsal labelu Cash Money Records, kde účinkoval ve skupině The B.G.'z. Ve svých patnácti letech zakládá kapelu Hot Boys, kde se objevují další členové – Juvenile, Turk a B.G, přičemž Dwayne je nejmladší. Jejich debut Get It How U Live! se dostává na první příčku mezi Top R&B/Hip-Hop Album v časopise Billboard. Je pětinásobným držitelem prestižní ceny Grammy.
Jeho nejúspěšnějším albem je až v pořadí šesté – Tha Carter III (2008), jen v USA se ho prodalo okolo 3,8 milionu kusů. V roce 2010 vydal album nazvané Rebirth, které obsahuje prvky rockové hudby. V roce 2010 si odseděl osmi měsíční trest ve věznici, během trestu vydal album I Am Not a Human Being, které dosáhlo na první místo v Billboard 200, což se naposledy povedlo uvězněnému umělci v roce 1995, tím byl 2Pac. V září 2012 zlomil rekord Elvise Presleyho v počtu písní, které se umístily v žebříčku Billboard Hot 100, toho času jich měl 109.

## Biografie

### Dětství
Narodil se ve čtvrti Hollygrove ve městě New Orleans, stát Louisiana v roce 1982. Když se narodil bylo jeho matce 19 let, rodiče se rozvedli o dva roky později a jeho otec tehdy opustil rodinu. Dwayne Carter poté navštěvoval základní školu Lafayette Elementary School a grantový program dramatického klubu ve škole Eleanor McMain Secondary School. V dětství poslouchal skupinu Nirvana.
První rapovou píseň napsal v osmi letech. Roku 1991 potkal Bryana „Birdman“ Williamse, rappera a majitele Cash Money Records. Dwayne Carter si tehdy začal říkat Baby D (bylo mu 9 let). Poté nahrával freestyly na Williamsův záznamník, což ho přivedlo ke smlouvě s Cash Money Records. Roku 1995 se stal členem dua The B.G.'z, které tvořil on a o dva roky starší rapper B.G., který si tehdy říkal Lil Doogie, ve stejném roce bylo vydáno jejich debutové album True Story. Ve dvanácti letech se postřelil zbraní ráže 9 mm, zachránil ho kolemjedoucí policista, který ho odvezl do nemocnice. Poté navštěvoval školu McMain Magnet School, kde exceloval, avšak ve čtrnácti letech studium ukončil, aby se věnoval své hudební kariéře. Své jméno Lil Wayne si později zvolil dle svého skutečného jména Dwayne, když vypustil D, jelikož i jeho otec se jmenuje Dwayne a on se chtěl odlišovat od otce, který ho opustil.

### Hudební kariéra

#### The Hot Boys (1997–1999)
Roku 1999 se stal členem právě vznikající Cash Money Records skupiny nazvané The Hot Boys, kterou s ním tvořili rappeři Juvenile, B.G. a Turk. Tehdy mu bylo 15 let, a tím byl nejmladším členem skupiny. Ve stejném roce vydali své první nezávislé album nazvané Get It How U Live!. O dva roky později v roce 1999 vydali svůj major debut u Cash Money / Universal. Toto album nazvané Guerrilla Warfare debutovalo na páté příčce žebříčku Billboard 200 a prodalo se ho přes milion kusů v USA. Jediným úspěšnějším singlem z alba byla píseň „I Need A Hot Girl“ (ft. Big Tymers). Skupina se rozpadla v roce 2001, do té doby již žádné album nevydali. Roku 1999 Lil Wayne také hostoval na veleúspěšném singlu rappera Juvenilea „Back That Thang Up“.
Stejného roku vydal i své debutové sólo album nazvané The Block Is Hot. To debutovalo na třetí příčce žebříčku Billboard 200, a také se ho prodalo přes milion kusů v USA. Jedinou úspěšnější písní byla „Tha Block Is Hot“ (ft. Juvenile a B.G.). Celé album produkoval Cash Money producent Mannie Fresh.

#### Lights Out & 500 Degreez (2000–2002)
Jeho druhé sólo album Lights Out, debutovalo na 16. příčce žebříčku Billboard 200, čímž nezopakovalo úspěch alba předchozího. I proto získalo jen certifikaci zlatá deska za prodání 500 000 kopií alba v USA. Desku opět zcela vyprodukoval Mannie Fresh. Jedinou písní, která se dostala do hitparád byla „Shine“ (ft. Birdman, Mickey & Mack 10). Ve stejném roce jako člen Cash Money Millionaires nahrál úspěšnou píseň „Project Chick“ ze soundtracku k filmu Baller Blockin'.
V roce 2002 vydal své třetí studiové album nazvané 500 Degreez, to ho vrátilo do Top 10 žebříčků, když debutovalo na šesté příčce. V prodeji opět zaručilo zlatou desku od společnosti RIAA. Toto album je posledním Lil Wayneovým albem, které kompletně produkoval producent Mannie Fresh. Opět jedinou úspěšnější písní se stala „Way of Life“ (ft. Big Tymers & TQ).

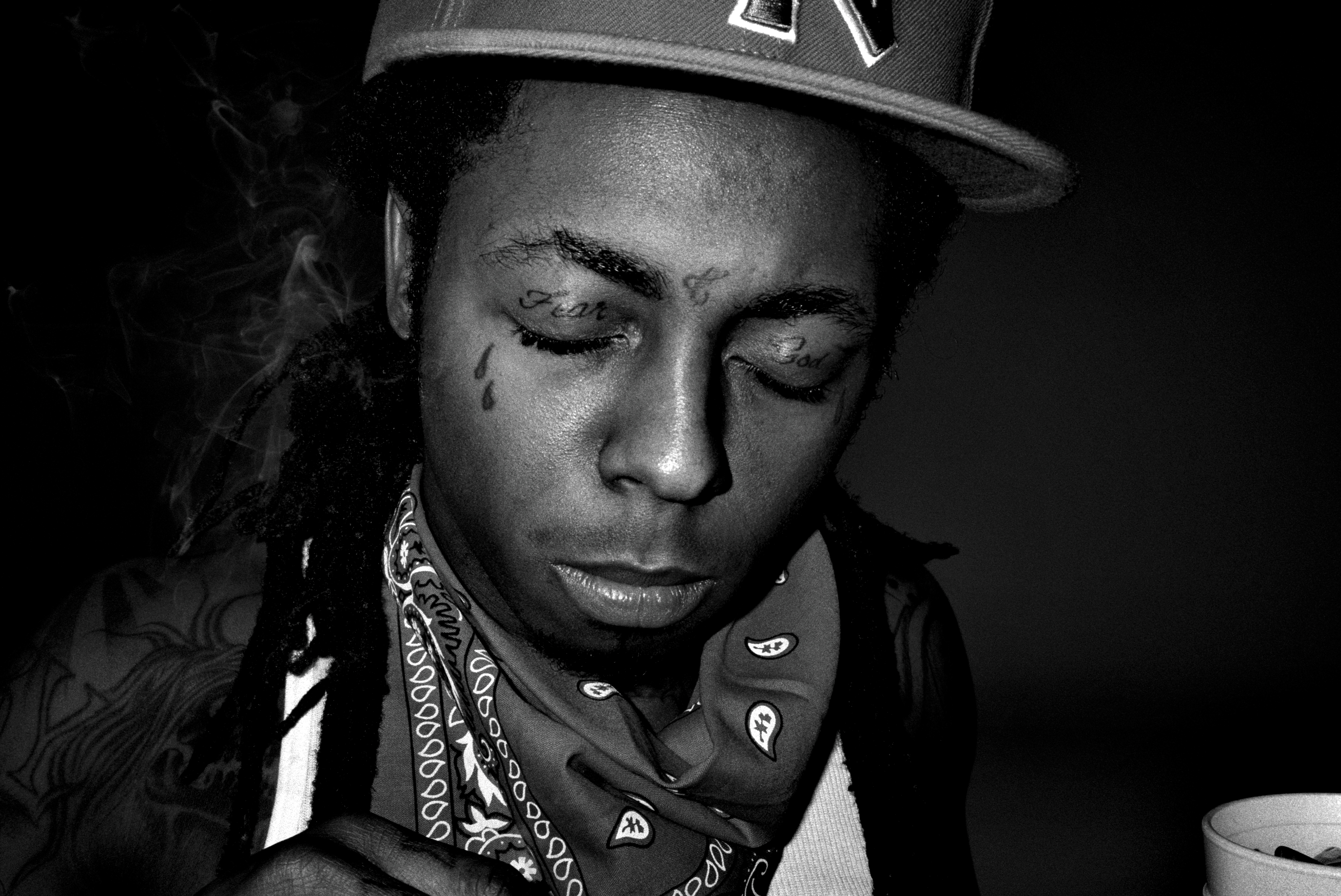
Lil Wayne v roce 2006

#### Tha Carter & Tha Carter II (2003–2005)
Roku 2003 vydal svůj první mixtape nazvaný Da Drought.
Jeho čtvrtým albem započala série alb nazvaných Tha Carter. V červnu 2004 bylo vydáno první z nich. Debutovalo na páté příčce a získalo certifikaci zlatá deska. Většinu z písní opět produkoval Mannie Fresh. Z tohoto alba pochází velmi úspěšný singl „Go D.J.“, který se vyšplhal na 14. příčku v žebříčku Billboard Hot 100. Je tak prvním Lil Wayneovým singlem v Top 20 a první singl, který získal certifikaci zlatý singl. Ve stejném roce hostoval na písni „Soldier“ od skupiny Destiny's Child, na které mimo něj hostoval i rapper T.I. Tato spolupráce je prvním singlem s Lil Waynem v Top 10 Billboard Hot 100. Téhož roku vydal mixtapy Da Drought 2 a The Prefix.
Páté album nazvané Tha Carter II znamenalo pro Lil Waynea obrovský posun. Ukončil spolupráci s producentem jeho předchozích alb a vyzkoušel nové tváře, což přineslo úspěch. Album debutovalo na druhé příčce žebříčku Billboar 200 a prodalo se ho v USA přes 1,2 milionu kusů, celosvětově poté přes dva miliony. Nejúspěšnější písní z alba byl jeho tehdy první platinový singl „Fireman“, který se vyšplhal na 32. příčku. Další úspěšnou písní z alba je „Hustler Musik“. Ve stejném roce nahrál mixtape The Suffix, na kterém spolupracoval i DJ Khaled.

#### Like Father, Like Son (2006–2007)
Rok 2006 byl ve znamení očekávané spolupráce Lil Waynea a jeho mentora Birdmana. Spolupráce Like Father, Like Son byla vydána v říjnu 2006. Debutovala na třetí příčce a získala certifikaci zlatá deska. Z ní pochází úspěšné platinové singly „Stuntin' Like My Daddy“ a „Leather So Soft“. V roce 2006 také hostuje na velmi úspěšných písních „Gimme That“ od zpěváka Chrise Browna, „Make It Rain“ od rappera Fat Joea a „You“ od zpěváka Lloyda. Tento rok nahrál i dva mixtapy, a to první a druhý díl série Dedication, na které spolupracuje DJ Drama.
Rok 2007 byl rokem EP The Leak, mixtapu Da Drought 3, ale hlavně očekáváním alba Tha Carter III.

#### Tha Carter III a Young Money Ent. (2008–2009)
Album Tha Carter III bylo vydáno v červnu 2008. Předcházel mu veleúspěšný singl „Lollipop“ (ft. Static Major), který se vyšplhal na první místo žebříčku Billboard Hot 100. Byl to první Wayneův mezinárodně vydaný singl, velký úspěch zaznamenal v Kanadě, ve Spojeném království nebo třeba i na Novém Zélandu. Singl se stal v USA 5× platinovým. Dalším velmi úspěšným singlem byla píseň „A Milli“, která debutovala na šesté příčce žebříčku Billboard Hot 100 a byla přehrávána v Kanadě i ve Spojeném království. Tento singl získal ocenění 2× platinový singl. Dalším Top 10 singlem byla píseň „Got Money“ (ft. T-Pain), která debutovala právě na 10. příčce, singl byl opět 2× platinový. Poté bylo konečně 10. června 2008 vydáno celé album. To debutovalo na prvních příčkách žebříčků Billboard 200, Top R&B/Hip-Hop Albums, Top Rap Albums a Canadian Albums Chart. Získalo certifikace 3× platinové album v USA, 2× platinové v Kanadě a zlaté ve Spojeném království. Dosud jde o jeho nejúspěšnější album. Po vydání alba byl vydán ještě čtvrtý oficiální singl, a to píseň „Mrs. Officer“ (ft. Bobby Valentino & Kidd Kidd), která se umístila na 16. příčce. Mimo oficiální singly se v druhé polovině hitparády Billboard Hot 100 umístily písně „You Ain't Got Nuthin“ (ft. Fabolous & Juelz Santana), „3 Peat“ a „Mr. Carter“ (ft. Jay-Z). Za album získal tři ceny Grammy.
Tento úspěšný rok se podepsal i na úspěchu jeho hostování na jiných písních, jako například: T-Pain – „Can't Believe It“, Usher – „Love in This Club Part II“, Game – „My Life“, Kevin Rudolf – „Let It Rock“, T.I. – „Swagga Like Us“, Keri Hilson – „Turnin' Me On“ nebo Kanye West – „See You in My Nightmares“. Také vydal mixtape Dedication 3.
Po úspěchu alba Tha Carter III se v roce 2009 začal věnovat svému labelu Young Money Entertainment, který spadá pod Cash Money Records / Universal Records. Tam upsal tehdy nováčky na hudební scéně, těmi byli Drake a Nicki Minaj.
Během roku 2009 byl odsouzen na devět měsíců do vězení za nelegální držení zbraně, nástup na výkon trestu byl stanoven na únor 2010. Ještě v prosinci 2009 vydal společné album Young Money Records nazvané We Are Young Money. To debutovalo na 9. místě žebříčku Billboard 200 a získalo certifikaci zlatá deska. Nejúspěšnějším singlem byla píseň „Bedrock“ (ft. Lloyd), která se umístila na druhé příčce. Další Top 10 písní byla „Every Girl“. V hitparádách se poté objevil i třetí singl „Roger That“. Téhož roku vydal i mixtape No Ceilings a EP Mr. Carter. Také oznámil, že hodlá vydat svůj rockový debut nazvaný Rebirth. Toto album bylo plánováno již pro rok 2009, ale nakonec bylo vydáno až v roce 2010.

#### Rebirth & I Am Not a Human Being (2010)
Album Rebirth bylo vydáno v únoru 2010 v období, kdy Lil Wayne nastupoval do výkonu trestu do vězení. Album debutovalo na druhé příčce a získalo certifikaci zlatá deska za 500 000 prodaných kusů v USA. Úspěšnými singly z alba, které se oba dostaly do Top 20 byly „Prom Queen“ a „Drop the World“ (ft. Eminem). Další vcelku úspěšnou písní byla „Knockout“ (ft. Nicki Minaj).
Další album I Am Not a Human Being bylo vydáno v den Wayneových 28. narozenin a v období, kdy byl ve vězení. Původně mělo jít pouze o EP, ale nakonec bylo toto dílo vydáno jako album. Debutovalo na prvním místě žebříčku Billboard 200, čímž se stalo po několika letech prvním albem, které se umístilo na prvním místě ačkoliv jeho autor byl ve vězení. Album získalo certifikaci zlatá deska, ale prodalo se ho v USA již kolem 900 000 kusů. Jediným singlem z alba je Top 10 píseň „Right Above It“ (ft. Drake). Dalšími úspěšnými písněmi z alba jsou: „Gonorrhea“ (ft. Drake), „What's Wrong With Them“ (ft. Nicki Minaj) a „I Am Not a Human Being“.
Roku 2010 hostoval na úspěšných písních „Miss Me“ od Drakea a „No Love“ od Eminema.

#### Tha Carter IV & I Am Not a Human Being II (2011–2013)
Album Tha Carter IV bylo vydáno v létě 2011. Z alba jsou známy úspěšné singly „6 Foot 7 Foot“ (ft. Cory Gunz), „John“ (ft. Rick Ross), „How to Love“, „She Will“ (ft. Drake) a z Deluxe edition verze také singl „Mirror“ (ft. Bruno Mars). Alba se v USA v první týden prodalo 965 000 kusů, čímž debutovalo na první příčce žebříčku Billboard 200. Po vydání alba bylo současně v žebříčku Billboard Hot 100 jedenáct písní z alba, to je téměř nejvíce v historii, více měli jen The Beatles v roce 1964. K březnu 2012 se alba v USA prodalo 2 144 000 kusů. Mimo to hostoval na velmi úspěšných písních Chrise Browna „Look at Me Now“, Jay Seana „Hit the Lights“ a DJ Khaleda „I'm on One“.
Po úspěchu alba Tha Carter IV oznámil práce na druhém společném albu umělců z Young Money Entertainment. Také obnovil nahrávání společného alba s Juelzem Santanou, tento projekt započal již v roce 2006, ale tehdejší společné písně byly vydány na mixtapu nazvaném Blow, nové album by mělo nést název I Can't Feel My Face. Do budoucna dále chystá vydání alb Rebirth 2, Tha Carter V a Tha Carter VI.
V dubnu 2012 oznámil, že ruší album I Can't Feel My Face, které měl nahrát s Juelzem Santanou. Jako důvod uvedl slabou komunikaci ze strany Santany. Písně, které připravoval pro tento projekt dokončí sám a vydá na svém albu I Am Not a Human Being II. Prvním singlem k tomuto albu je píseň „My Homies Still“ (ft. Big Sean), která debutovala na 38. příčce žebříčku Billboard Hot 100. Dalšími singly jsou „No Worries“ (29. příčka) a především „Love Me“ (ft. Drake a Future) (9. příčka), A za zmínku také stojí singl „Rich As Fuck“ (ft. 2 Chainz). Původně mělo být album vydáno 11. prosince 2012, ale bylo odloženo na březen roku 2013. O první týden prodeje v USA se prodalo 217 000 kusů, čím debutovalo na 2. příčce žebříčku Billboard 200. Celkem se v USA prodalo 529 000 kusů.
Také se podílel na společné kompilaci hudebních společností Cash Money Records a Young Money Entertainment. Kompilační album Rich Gang bylo vydáno 23. července 2013. Sám se podílel na třech skladbách – na singlech „Tapout“ a „We Been On“, a písni „Bigger Than Life“, v deluxe verzi alba pak na dalších dvou „Have It Your Way“ a „Paint Tha Town“. Alba se celkem prodalo pouhých 40 000 kusů. V září 2013 vydal mixtape Dedication 5.

#### Tha Carter V (2014)
V únoru 2014 oznámil nahrávání svého jedenáctého alba s názvem Tha Carter V. V květnu 2014 vydal první singl „Believe Me“ (ft. Drake), píseň se umístila na 26. příčce v americkém žebříčku Billboard Hot 100. V červenci 2014 oznámil, že album bude vydáno v srpnu nebo v září 2014. Také oznámil, že po dvou měsících po vydání alba Tha Carter V chce vydat další album s pracovním názvem D.O.A. (Da Other Album). V srpnu řekl, že by album Tha Carter V mělo být vydáno 28. října 2014, ale na konci října bylo vydání odloženo. Nové datum vydání bylo stanoveno na 9. prosince 2014 s tím, že pro album nahrál 31 písní, a tak bude rozděleno na dvě části, z nichž první měla vyjít v prosinci 2014 a druhá později. V prosinci 2014 se však rozhádal s šéfem Cash Money Records rapperem Birdmanem a oznámil, že hodlá odejít z labelu. Album tak bylo odloženo na neurčito. V lednu 2015 vydal zdarma ke stažení mixtape Sorry 4 the Wait 2. Spor s Birdmanem, majitelem labelu Cash Money Records – na kterém Lil Wayne působil od svých devíti let, tedy přes dvacet tři let – pokračoval i v roce 2015. Lil Wayne v lednu začal chystat žalobu za práva na album Tha Carter V a další nezaplacené autorské poplatky; spekuluje se, že v žalobě požaduje až 51 milionů dolarů. V dubnu ustoupil od podání žaloby.

#### Free Weezy Album a ColleGrove (2015–2016)
Kvůli sporům s vedením Cash Money Records je vydání alba Tha Carter V odloženo na neurčito a je možné, že album nikdy nevyjde. Wayne proto začal nahrávat nezávislý projekt s názvem Free Weezy Album, jež měl být původně vydán v březnu 2015.
V červnu se přidal k vlastníkům autorské streamovací služby TIDAL. Dne 4. července 2015 vydal nezávislé album Free Weezy Album u svého labelu Young Money Entertainment. Z alba byl vydán singl „Glory“, ale v hitparádách nezabodoval. Album bylo nejdříve dostupné exkluzivně na streamovací službě TIDAL, kde si ho během prvního týdne pustilo přes 10 milionů uživatelů.
V listopadu 2015 rapper 2 Chainz oznámil, že nahrává společné album s Lil Waynem. Vydání projektu ColleGrove oznámil producenta Kanye West na Twitteru. Projekt byl vydán 4. března 2016. Dne 15. ledna 2016 Lil Wayne a 2 Chainz vystoupili v The Tonight Show Starring Jimmy Fallon se singlem „Rolls Royce Weather Everyday“. Kvůli závazku u Cash Money Records, bylo album společností Def Jam označeno za album od 2 Chainz, Lil Wayne je pouze uveden jako hostující umělec (téměř na každé písni).

#### Tha Carter V a Funeral (2017–2020)
V květnu 2017 byl vydán kompilační mixtape T-Wayne, na kterém byly zveřejněny písně z dlouho plánovaného společného projektu se zpěvákem T-Pain. Písně byly nahrány v roce 2009. V prosinci roku 2017 vydal mixtape Dedication 6 jako šestou část mixtape série, kterou pro něj mixuje DJ Drama.
Na konci září 2018 vydal své dlouho připravované album Tha Carter V. Název alba poprvé představil již v roce 2012 jako plánované pokračování alba Tha Carter IV z roku 2011. V roce 2013 však místo něj vydal album I Am Not a Human Being II. Od té doby promoval Tha Carter V jako své další (a možná poslední) album. V průběhu let bylo oznámeno několik termínů vydání, které ale nebyly dodrženy. Na konci roku 2014 vypukl spor mezi Lil Waynem a Birdmanem, šéfem labelu Cash Money Records. Wayne se tak dostal do obchodního sporu o práva na obsah alba Tha Carter V, který nakonec vyústil v soudní spor. V lednu 2015 vydal jako kompenzaci fanouškům nezávislý mixtape Sorry 4 the Wait 2; v polovině roku 2015 následovalo nezávislé album Free Weezy Album. Soudní spor nakonec (po několika letech) skončil dohodou a odchodem Waynea z Cash Money Records. Album Tha Carter V, které bylo v produkci celých šest let, tak nakonec vydal u svého labelu Young Money s distribucí u Republic Records. Album má 23 písní a vydání nepředcházelo zveřejnění žádného singlu.
Album bylo pro Lil Waynea úspěšným comebackem. Debutovalo na 1. příčce žebříčku Billboard 200, což se mu podařilo naposledy v roce 2011 s albem Tha Carter IV. V USA se v první týden prodeje prodalo celkem 480 000 ks alba (po započítání streamů). Klasický prodej činil 140 000 ks, zatímco streamy se vyhouply k 433 milionům, což byl v počtu streamů historicky druhý nejúspěšnějí debutový týden. V žebříčku Billboard Hot 100 se po zveřejnění alba umístilo celkem 22 ze 23 písní z alba, čímž Wayne vyrovnal Drakeův rekord. Nejlépe se umístily písně „Mona Lisa“ (ft. Kendrick Lamar) (2. příčka), „Don't Cry“ (ft. XXXTentacion) (5. příčka), „Uproar“ (7. příčka), „Let It Fly“ (ft. Travis Scott) (10. příčka), „Dedicate“ (14. příčka), „Can't Be Broken“ (17. příčka) a „What About Me“ (ft. Sosamann) (24. příčka). Do konce roku 2018 se alba prodalo celkem 856 000 ks.
V roce 2019 vydal dva promo singly „G-Code“ (s V-Town a Young Robbery ft. Chewy Loc) a „Gimme Brain“ (s Travis Barker a Rick Ross), oba v hitparádách propadly. V téže době hostoval na písni „Jealous“ od DJ Khaleda (ft. Chris Brown, Big Sean & Lil Wayne) (54. příčka). Úspěšnější byl také singl „Be Like Me“ od Lil Pumpa (ft. Lil Wayne) (72. příčka).
Na konci ledna 2020 vydal své třinácté studiové album s názvem Funeral. Album má celkem 24 písní a mezi hosty jsou Big Sean, Jay Rock, Adam Levine, 2 Chainz nebo XXXTentacion. Před vydáním alba nebyl zveřejněn žádný singl. Šlo o jeho již páté album, které debutovalo na 1. příčce žebříčku Billboard 200, a to se 139 000 prodanými kusy (po započítání 134 milionů streamů) během prvního týdne prodeje v USA. Po vydání alba se v žebříčku Billboard Hot 100 umístilily čtyři písně: „I Do It“ (ft. Big Sean a Lil Baby) (33. příčka), „Mahogany“ (61. příčka), „Mama Mia“ (87. příčka) a „Funeral“ (88. příčka). Píseň „I Do It“ byla jeho 82. písní, která se umístila v Top 40 písních hitparády Billboard Hot 100, čímž překonal Elvise Presleyho. Více už má jen Drake.
V listopadu 2020 vydal mixtape No Ceilings 3, který zaštítil DJ Khaled. V prosinci následovalo vydání deluxe verze mixtape se 14 novými písněmi.

### Soukromý život

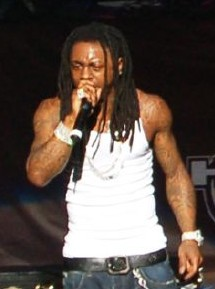
Lil Wayne v roce 2007

#### Rodina
Má čtyři děti. Jeho první dítě, dcera Reginae se narodila, když mu bylo patnáct let. Její matkou je Antonia Johnson, kterou si vzal roku 2004, v roce 2006 se však rozvedli. Roku 2008 se narodil syn Dwayne III., roku 2009 pak druhý syn Lennox Samuel Ari toho porodila herečka a modelka Lauren London. V roce 2009 se mu narodil ještě chlapec Neal, kterého porodila zpěvačka Nivea B. Hamilton.

#### Vzdělání
V roce 2004 si udělal vyrovnávací středoškolské testy GED. Poté navštěvoval University of Houston, avšak kvůli časovému vytížení univerzitu opustil. Později navštěvoval kurzy psychologie na University of Phoenix.

#### Sport
Je fanouškem týmů Green Bay Packers, Boston Bruins, Los Angeles Lakers a Boston Red Sox. Také vypomáhá na sportovním televizním kanálu ESPN. Také založil svojí skate značku TRUKFIT.

#### Víra a charita
Vyznáním je praktikujícím římským katolíkem. Také spravuje charitativní neziskovou organizaci One Family Foundation, která pomáhá se vzděláváním mladistvých.

### Problémy se zákonem
V roce 2007 byl zadržen policií po svém vystoupení v Beacon Theatre v New Yorku. Policie je zatkla za kouření marihuany na veřejnosti. Během zatčení byla v jeho blízkosti nalezena pistole, která byla registrována na jeho manažera. Lil Wayne byl obviněn z držení zbraně a marihuany. O pár měsíců později byl v Idaho zatčen a obviněn z neoprávněného držení a užívání léků na předpis. Brzy poté bylo ovšem obvinění staženo.
V roce 2008 byl během svého turné zatčen policií v Arizoně. Během prohlídky autobusu, ve kterém jel, policisté našli 105 gramů marihuany, 29 gramů kokainu, 41 gramů extáze a 22 000 dolarů v hotovosti. Lil Wayne a další dvě osoby byly obviněny z držení drog za účelem prodeje. Před zahájením soudního procesu se cítil nevinný. Ovšem v průběhu soudu byl již zadržen a odsouzen za dřívější zločin – držení zbraně – a odpykával si roční trest odnětí svobody ve věznici Rikers Island (od března 2010). V květnu 2010 se Lil Wayne k zločinu nakonec přiznal coby součást dohody o vině a trestu, která mu místo dalšího vězení vynesla 36měsíční podmínku.
V roce 2020 byl obviněn ve federálním případu držení zbraní, kterého se měl dopustil v prosinci 2019. K činu se přiznal v prosinci 2020. Za čin mu hrozilo až deset let odnětí svobody, i když byl očekáván přívětivější rozsudek, který měl padnout v lednu 2021. Ještě předtím mu ale odcházející prezident Donald Trump udělil milost.

## Diskografie

### Studiová alba
- 1999: The Block is Hot
- 2000: Lights Out
- 2002: 500 Degreez
- 2004: Tha Carter
- 2005: Tha Carter II
- 2008: Tha Carter III
- 2010: Rebirth
- 2010: I Am Not a Human Being
- 2011: Tha Carter IV
- 2013: I Am Not a Human Being II
- 2015: The Free Weezy Album
- 2018: Tha Carter V
- 2020: Funeral

### Spolupráce
- 2000: Baller Blockin' (s Cash Money Records)
- 2006: Like Father, Like Son (s Birdman)
- 2009: We Are Young Money (s Young Money)
- 2013: Rich Gang (s YMCMB)
- 2014: Young Money: Rise Of An Empire (s Young Money)

## Filmografie
- 2000 – Baller Blockin'
- 2007 – Who's Your Caddy?
- 2009 – The Carter Documentary
- 2009 – Hurricane Season